# (7032) Hitchcock
(7032) Hitchcock (1994 VC2) – planetoida z pasa głównego asteroid okrążająca Słońce w ciągu 3,47 lat w średniej odległości 2,29 j.a. Odkryta 3 listopada 1994 roku.